# 赫沃耶·米利奇
赫沃耶·米利奇（1989年5月10日—）是一位克羅地亞足球運動員。在場上的位置是左後衛和邊鋒。他現在效力於意甲球隊那不勒斯，他曾效力於俄羅斯足球超級聯賽球隊羅斯托夫。他也代表克羅地亞國家足球隊參賽。